# Das Geheimnis der Marie Rogêt

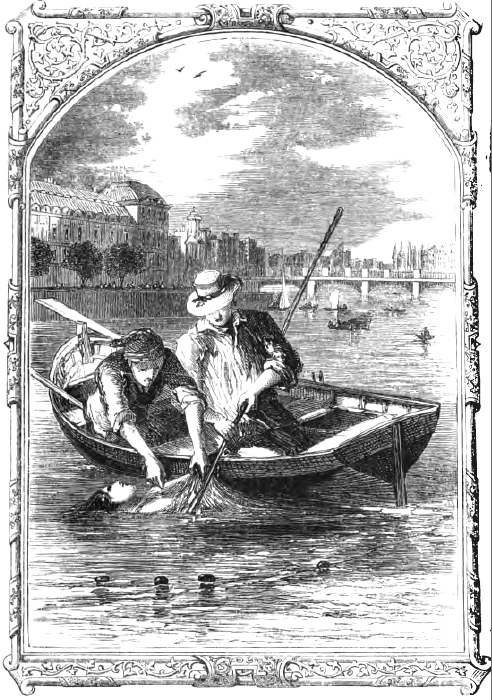
Illustration zu Das Geheimnis der Marie Rogêt von 1852

Das Geheimnis der Marie Rogêt (englischer Originaltitel The Mystery of Marie Rogêt) ist eine Kurzgeschichte des amerikanischen Schriftstellers Edgar Allan Poe, die 1842 veröffentlicht wurde. Sie ist eine von Poes drei Detektivgeschichten um C. Auguste Dupin, zu denen auch Der Doppelmord in der Rue Morgue und Der entwendete Brief zählen.

## Handlung
Marie Rogêt, Angestellte in einem Parfumgeschäft in Paris, verschwindet spurlos. Nach vier Tagen wird ihre Leiche in der Seine gefunden. Ihre Angehörigen tappen, wie auch die Polizei, im Dunkeln. Darum bittet der Präfekt Dupin nach seinen Ermittlungserfolgen im Fall des Doppelmordes in der Rue Morgue um Hilfe. Zusammen mit seinem Partner, dem namenlosen Erzähler, analysiert Dupin Zeitungsartikel, Polizeiberichte und Zeugenaussagen rund um den Mord. Allein durch das Aufdecken von Fehlannahmen und Missdeutungen in den Berichten kommt Dupin zu dem Schluss, dass es sich um einen einzelnen Täter handeln muss und nicht wie bisher angenommen um eine Gruppe. Der Mörder muss das Mädchen an einer Stoffschlinge zum Ufer geschleppt und mit Hilfe eines Bootes in den Fluss geworfen haben. Das Auffinden dieses Bootes werde die Polizei zum Mörder führen.

## Realgeschichtlicher Hintergrund und Intention Poes
Die Geschichte basiert auf dem tatsächlichen Mord an Mary Cecilia Rogers in New York City.  Rogers war eine sehr hübsche, beliebte junge Frau und durch ihre Stelle in einem Zigarrenladen in der Stadt bekannt. Wenige Tage nach ihrem Verschwinden im Juli 1841 wurde ihre Leiche im Hudson River gefunden. Die äußeren Umstände wie ihre zerrissene Kleidung und ihre zahlreichen Verletzungen deuteten auf einen Mord hin. Die Ermittlungen der Polizei zogen sich monatelang hin und blieben letztlich ohne Ergebnis. Der Fall erregte als einer der ersten Mordfälle nationales Aufsehen und wurde in zahlreichen Zeitungen beschrieben.
Poe nutzte dieses Ereignis wie in einem Schlüsselroman als Grundlage für „Das Geheimnis der Marie Rogêt“. Er verlegte die Handlung nach Paris und änderte den Namen des Opfers leicht. Wesentliche Details des Mordes übernahm er originalgetreu, um der Geschichte Authentizität zu verleihen. Durch Dupins Kommentare versuchte er den Anschein zu erwecken, zur Aufklärung des realen Mordes beitragen zu können.
Nachdem Poe bereits in anderen Erzählungen den Anspruch erhoben hatte, jedes Kryptogramm und jedes Rätsel sei durch eine Perfektionierung der geistigen Erkenntnisfähigkeiten des Menschen und die von ihm als ratiocination bezeichnete Vorgehensweise lösbar, verfiel er möglicherweise zum Teil seiner eigenen Erzählsuggestion, die Elemente der Fiktion auf die Wirklichkeit übertragen zu können, und fühlte sich nach dem Scheitern der polizeilichen Ermittlungen berufen oder herausgefordert, Hinweise zur Klärung des damals aktuellen Mordfalls zu liefern. Andererseits versuchte er jedoch ebenso die Sensationsgier des zeitgenössischen Lesepublikums in einer Zeit auszunützen, in der er in chronischen Geldnöten war.

## Werkgeschichtlicher Zusammenhang und Variation des Erzählmodells
Mit seiner ersten Erzählung um die Gestalt des herausragenden Analytikers C. Auguste Dupin etablierte Poe in Der Doppelmord in der Rue Morgue gleichsam archepytisch das Grundmuster der klassischen Detektivgeschichte, das in seiner Nachfolge lange Zeit erfolgreich als Erzählmodell genutzt und bis hin zur Trivialisierung immer wieder mit neuen Inhalten gefüllt oder ausgeschmückt wurde. Vermittelt durch Dupins Freund, der als Erzähler fungiert, werden die beiden gewaltsamen Todesfälle in der Rue Morgue zunächst als ein anscheinend unlösbares Rätsel präsentiert, um in der anschließenden Aufklärung der Tat die Leistungsfähigkeit des Verfahrens der ratiocination und der analytischen detection zu demonstrieren. Dabei wird der Prozess der Auflösung des Falles vom Erzähler so dargeboten, dass zunehmend das Unwahrscheinliche wahrscheinlicher wird und in einem Indiziengefüge aus Zeitungsberichten, Zeugenaussagen und weiteren Ermittlungsdetails schließlich als das Wirkliche erscheint. Ein hinsichtlich seiner Erkennbarkeit paradoxes Phänomen löst die detection aus; die Wahrheit kommt im Sinne einer verisimilitude zu Tage, wird mithin als Wirklichkeit verbürgt.
In Das Geheimnis der Marie Rogêt wird dieses Erzählmodell der ersten Dupin-Geschichte einerseits in zentralen Strukturmomenten kopiert, um so für die Leser an Bekanntes anzuknüpfen, andererseits jedoch durch Variation zugleich kritisch in Frage gestellt.
Der Protagonist der ratiocination und die Figur des befreundeten namenlosen Erzählers, der dessen Analysen vermittelt,  bleiben erhalten. Wie in Der Doppelmord in der Rue Morgue wird das Problem der detection durch ein vorangestelltes Zitat als Motto der eigentlichen Erzählung vorgegeben; hier zitiert Poe Novalis: „Es gibt eine Reihe idealischer Begebenheiten, die der Wirklichkeit parallel läuft. Selten fallen sie zusammen. Menschen und Zufälle modificiren gewöhnlich die idealische Begebenheit, so daß sie unvollkommen erscheint, und ihre Folgen gleichfalls unvollkommen sind. So bei der Reformation; statt des Protestantismus kam das Luthertum hervor. Novalis, Moral. Ansichten“.
Mit dem Zitat wird eine Parallelität von Fällen angedeutet, die Poe für diese Erzählung bewusst konstruiert. Der Erzähler präsentiert als Chronist des Detektivs den Aufklärungsversuch eines weiteren Falls von Dupin, der Ermordung der Marie Rogêt, und berichtet von einem parallelen Fall, der sich einige Zeit später als Fall der Mary Cecilia Rogers in New York tatsächlich ereignete. Durch wiederholte Fußnotenhinweise wird dieser Fall in der Erzählung simuliert und durchgängig zum Vergleich herangezogen. Der Erzähler zieht aus seinem Bericht über den Fall der Marie Rogêt, den er aus der Distanz weit entfernt vom Tatort niedergeschrieben habe und der lediglich auf Zeitungsberichten basiere, bereits zu Beginn in einer Fußnote den folgenden Schluss: „So wird jede Folgerung, die sich auf die Fiktion gründet, zugleich auf die Wahrheit anwendbar.“
Damit wird dem Leser von vornherein suggeriert, dass die Wahrheit der fiktiven Geschichte in der historischen Realität an dem parallelen Fall in New York überprüft werden könne, der in der Erzählung als  Simulation des wirklichen Fall nachgebildet wird. Gleichzeitig wird mit mehreren intertextuellen Rückbezügen auf den Fall der Rue Morgue verwiesen, über den der Erzähler ein Jahr zuvor in einem „Artikel“ berichtet habe. Der Text der vorangegangenen Erzählung wird derart zu einem scheinbar realistischen Bezugsdokument, das jetzt wiederum genutzt wird, um auch in der neuen Geschichte von Anfang an die Illusion eines dokumentarischen Berichtcharakters zu erzeugen. Die nunmehr präsentierte detection erscheint so vor allem deshalb glaubhaft und authentisch, weil die Methoden Dupins sich schon zuvor bei der Lösung eines schwierigen Falls bewährt haben. Dupin tritt auf diese Weise gleichsam als reale Gestalt in der neuen Erzählung auf.
Im weiteren Verlauf der Geschichte äußert sich Dupin selbst zu der Problematik der detection im Fall der Mary Rogêt: „Ich brauche Ihnen wohl kaum zu erläutern, [...] daß dies ein weit schwierigerer Fall ist als der Mord in der Rue Morgue, von dem er sich in einem wesentlichen Punkt unterscheidet. Hier handelt es sich um ein gewöhnliches, wenngleich grauenhaftes Verbrechen, das nichts übertrieben Maßloses an sich hat. Sie werden sehen, daß man gerade deshalb glaubte, das Geheimnis wäre leicht zu lösen, anstatt seine Schwierigkeit einzusehen.“
Poe konstruiert auf diese Weise eine Problematik der detection, die im Gegensatz zu der des ersten Dupin-Falls steht: Die Möglichkeit der Lösung des Falles durch das Verfahren der ratiocination wird anders als in der vorangegangenen Geschichte, in der der Erzähler nicht den geringsten Zweifel an der Aufklärung des Falles hatte, hier als grundsätzlich problematisch dargestellt.
Die Parallelität mit dem als real simulierten Fall der Mary Rogers soll zwar die Authentizität der vom Erzähler dargebotenen Schilderung erhöhen, wird jedoch von Poe am Ende unterlaufen, indem der Freund Dupins sich folgendermaßen als Berichterstatter an den Leser wendet: „Ich wiederhole nochmals: ich rede angesichts dieser Ereignisse nur von zufälliger Übereinstimmung. Weiter: man wird aus meinem Bericht ersehen, daß zwischen dem Schicksal der unglücklichen Mary Cecilia Rogers - soweit es bekannt ist - und dem einer gewissen Marie Rogêt - bis zu einem bestimmten Abschnitt ihres Lebens - eine Übereinstimmung besteht, deren wunderbare Genauigkeit den denkenden Verstand in Verlegenheit bringt. Doch hüte man sich vor der Vermutung, [...] daß die Mittel, die man in Paris anwandte, um den Mörder einer Grisette zu finden, oder solche, die in einem ähnlichen logischen Vorgehen gründen, ähnliche Ergebnisse zeitigen müssten.“
Damit wird der in der gesamten Erzählung unterschwellig zum Ausdruck gebrachte Zweifel an der Lösungsmöglichkeit des Falles als grundlegende Problematik der Methode der ratiocination entlarvt. Der Parallelfall wird als bloße Konstruktion zugestanden, um die Glaubwürdigkeit Dupins zu erhöhen. Die ratiocination stößt hier an ihre Grenzen, da das analytische Vermögen der detection durch die Kategorie des Zufalls in Frage gestellt wird. Am Schluss der Geschichte heißt es: „Dennoch liegt ein Irrtum vor. [...] Hier mag der Hinweis genügen, daß er an einer jener unendlichen Folgen von Irrtümer die Schuld trägt, mit denen sich das Denken selbst den Weg versperrt - und zwar nur aufgrund seiner Neigung, die Wahrheit in den Einzelheiten zu suchen.“
Die ratiocination vermag, wie der Erzähler einräumt, in die Irre zu führen, falls sie die Wahrheit im Detail sucht, und wendet sich am Ende gegen sich selbst: Mit dieser Möglichkeit, die analytischen Fähigkeiten der Methode der detection skeptisch in Zweifel zu ziehen, gestaltet Poe ein Variationsmodell zu dem Modell der ratiocination, das er in The Murders in the Rue Morgue geschaffen hat. Es bleibt am Ende der zweiten Dupin-Geschichte die mystery, die sich letztlich dem Entdeckungsoptimismus der an die vollständige Problemlösung glaubenden ratiocination aus der Anfangsgeschichte entzieht.
Auch in der letzten seiner drei Detektivgeschichten variiert Poe das tragende Erzählmodell ein weiteres Mal durch eine ironische Infragestellung der Möglichkeiten der ratiocination; die Problemlösung in  Der entwendete Brief gelingt nur durch die auf Intuition gegründete Identifikation des Detektivs mit seinem Gegenspieler.
Mit der erstmals im August 1844 veröffentlichten Kurzgeschichte The Oblong Box, in der keine geniale, die Fallauflösung vornehmende Detektivfigur mehr auftritt, beendet Poe den Zyklus der die ratiocination nutzenden Erzählungen.

## Erscheinungsgeschichte
Die Geschichte erschien zum ersten Mal in drei Teilen. Die ersten beiden wurden Ende 1842 in Snowden's Ladies' Companion abgedruckt, der dritte Teil erschien in der Ausgabe vom Februar 1843. Kurz vor dem geplanten Erscheinen des dritten Teils im Januar wurde eine neue Zeugenaussage veröffentlicht, die angab, Mary Rogers sei durch eine missglückte Abtreibung umgekommen. Poe selbst verzögerte die Veröffentlichung des dritten Teils, was ihm ermöglichte, kleine Änderungen an der Geschichte durchzuführen, die diese Möglichkeit miteinbezogen. Für eine spätere Veröffentlichung in seiner Sammlung Tales von 1845 unternahm Poe weitere kleinere Anpassungen, um den Tod durch Abtreibung von vornherein zu berücksichtigen.
In der Tales-Ausgabe werden die Bezüge und Parallelen zu den tatsächlichen Ereignissen in Poes Vorbemerkung ausdrücklich betont und ebenso wie in weiteren Ausgaben für spätere Leser zusätzlich verdeutlicht, indem die verschlüsselten Namen in der Geschichte durch entsprechende Fußnoten aufgeklärt werden.

## Deutsche Übersetzungen (Auswahl)
- 1861: unbekannter Übersetzer: Marie Rogers mysteriöses Ende. Scheible, Stuttgart.
- ca. 1890: Alfred Mürenberg: Der Fall Marie Rogêt. Spemann, Stuttgart.
- 1896: unbekannter Übersetzer: Marie Rogets geheimnisvolles Ende. Hendel, Halle/S.
- 1901: Hedda Moeller und Hedwig Lachmann: Das Geheimnis von Marie Rogets Tod. J.C.C. Bruns, Minden.
- 1922: Gisela Etzel: Das Geheimnis der Marie Rogêt. Propyläen, München
- 1922: Hans Kauders: Das Geheimnis der Marie Rogêt. Rösl & Cie., München.
- 1948: Ruth Haemmerling und Konrad Haemmerling: Der Fall Marie Roget. Schlösser Verlag, Braunschweig.
- 1966: Hans Wollschläger: Das Geheimnis um Marie Rogêts. Walter Verlag, Freiburg i. Br.

## Literarische Bedeutung
Poes Geschichten um C. Auguste Dupin gelten als Vorläufer für moderne Detektivgeschichten und Kriminalromane. Die Kombination zwischen dem logisch denkenden Detektiv und einem ihm assistierenden Erzähler wurde zum Vorbild für viele folgende Detektivfiguren, darunter auch Arthur Conan Doyles berühmter Sherlock Holmes.
Besonders an dieser Geschichte ist Dupins Vorgehensweise allein anhand von Polizei- und Zeitungsberichten. In einem bloßen Denkprozess analysiert er die Informationen aus den Berichten, deckt Fehlannahmen auf und zieht daraus seine Schlüsse. Diese Art von Ermittlung macht Dupin zum ersten Lehnstuhldetektiv.
In der Nachfolge Poes wurde das von ihm etablierte Grundmuster der Detektivgeschichte allerdings in der Trivialliteratur zunehmend schematisiert und auf ein festes Repertoire schablonenhafter Figuren, Handlungselemente oder Schauplätze reduziert. Poe dagegen war seinerseits darum bemüht, innerhalb der Möglichkeiten des von ihm archetypisch begründeten Genres durch Variation und Innovation des Erzählmodells seinen eigenen poetologischen oder ästhetischen Ansprüchen gerecht zu werden, wie er sie in verschiedenen literaturtheoretischen Schriften, beispielsweise in Fancy and Imagination, teils auch an späterer Stelle veröffentlichte. Durch das wechselseitige kritisches Infragestellen des jeweiligen Erzählmodells in den drei Dupin-Geschichten versuchte er dabei die Originalität der einzelnen Erzählungen zu bewahren und ein Abgleiten in die Banalität zu verhindern. Damit setzte er literaturgeschichtlich eine Prosatradition zwischen Detektiv- und Kriminalgeschichte einerseits und Kurzgeschichte andererseits.
Die eingehende Darstellung der analytischen Vorgehensweise Dupins verleiht der Geschichte zum Teil einen sehr sachlichen oder trockenen Stil. Von einigen Kritikern wurde dies als ein Manko der Erzählung gesehen; die Geschichte wirke an manchen Stellen für den Leser mehr wie ein Essay.